# 一宮村 (岡山県真庭郡)
一宮村（いっきゅうそん）は、岡山県真庭郡にあった村。現在の真庭市岡、神庭、組、柴原、菅谷、竹原、星山、真賀、正吉、見尾、山久世、横部に当たる。

## 歴史
- 1889年（明治22年）6月1日 - 町村制施行に伴い、真島郡岡村、神庭村、組村、柴原村、菅谷村、竹原村、星山村、真賀村、正吉村、見尾村、横部村が合併、一宮村となる。大字柴原に役場を置く。
- 1900年（明治33年）4月1日 - 真島郡が大庭郡と合併し、真庭郡となる。一宮村は真庭郡の所属に変更。
- 1901年（明治34年）4月1日 - 真庭郡久世町の一部（大字山久世）を編入。
- 1907年（明治40年）5月1日 - 一宮村が真庭郡勝山町、川西村、月田村と合併し、新たに勝山町となる。同日一宮村は廃止。

## 大字
現在はすべて真庭市の大字となっている。
- 岡（おか） 〒717-0015
- 神庭（かんば） 〒717-0004
- 組（くみ） 〒717-0006
- 柴原（しばら） 〒717-0014
- 菅谷（すがたに） 〒717-0002
- 竹原（たけばら） 〒717-0003
- 星山（ほしやま） 〒717-0001
- 真賀（まが） 〒717-0017
- 正吉（まさよし） 〒717-0016
- 見尾（みお） 〒717-0011
- 山久世（やまくせ） 〒717-0012
- 横部（よこべ） 〒717-0005

## 現在の様子

### 教育
旧村内に現在教育機関なし

### 交通

#### 鉄道
旧村内を走る鉄道およびその駅なし

#### 道路

##### 高速道路
旧村内を走る高速道路なし

##### 国道
- 国道313号

##### 県道
- 主要地方道

旧村内を走る主要地方道なし
- 一般県道
  - 岡山県道201号神庭滝線

### 河川・山岳

#### 河川
- 旭川
- 菅谷川
- 神庭川
- 大杉川

#### 山岳
- 星山

### 名所・旧跡・観光スポット・祭事・催事
- 神庭の滝

### 寺院・神社

#### 寺院
- 東福寺
- 密乗寺

#### 神社
- 一宮神社
- 八幡神社